# Клотильда Бургундская
Клотильда Бургундская (также Хродехильда или Клотильда Святая; фр. Clotilde, Clothilde, древнегерм. Chrochtehilde; около 475 — между 544 и 548) — вторая жена франкского короля Хлодвига I с 492 года.
Имя Клотильда в переводе со старогерманского означает «прославившаяся в бою».
Клотильда почитается как святая: православные празднуют её день 16 июня (3 июня по юлианскому календарю), католики — 3 июня (во Франции 4 июня).

## Биография
Дочь короля бургундов Хильперика II (около 436—491), брата короля Гундобада, и Агриппины (около 440—491). В отличие от своего дяди, Клотильда исповедовала христианство Никейского Символа веры, в то время как Гундобад придерживался арианства.
Григорий Турский в своей «Истории франков» писал:
«В то время у бургундов королём был Гундевех из рода короля Атанариха, гонителя христиан, о котором мы упоминали выше. У Гундевеха было четыре сына: Гундобад, Годигизил, Хильперик и Годомар. И вот Гундобад убил мечом своего брата Хильперика, а его жену утопил в реке, привязав к шее камень. Двух его дочерей он обрек на изгнание; из них старшую, ставшую монахиней, звали Хроной, младшую — Хродехильдой». (Книга 2, глава 28).

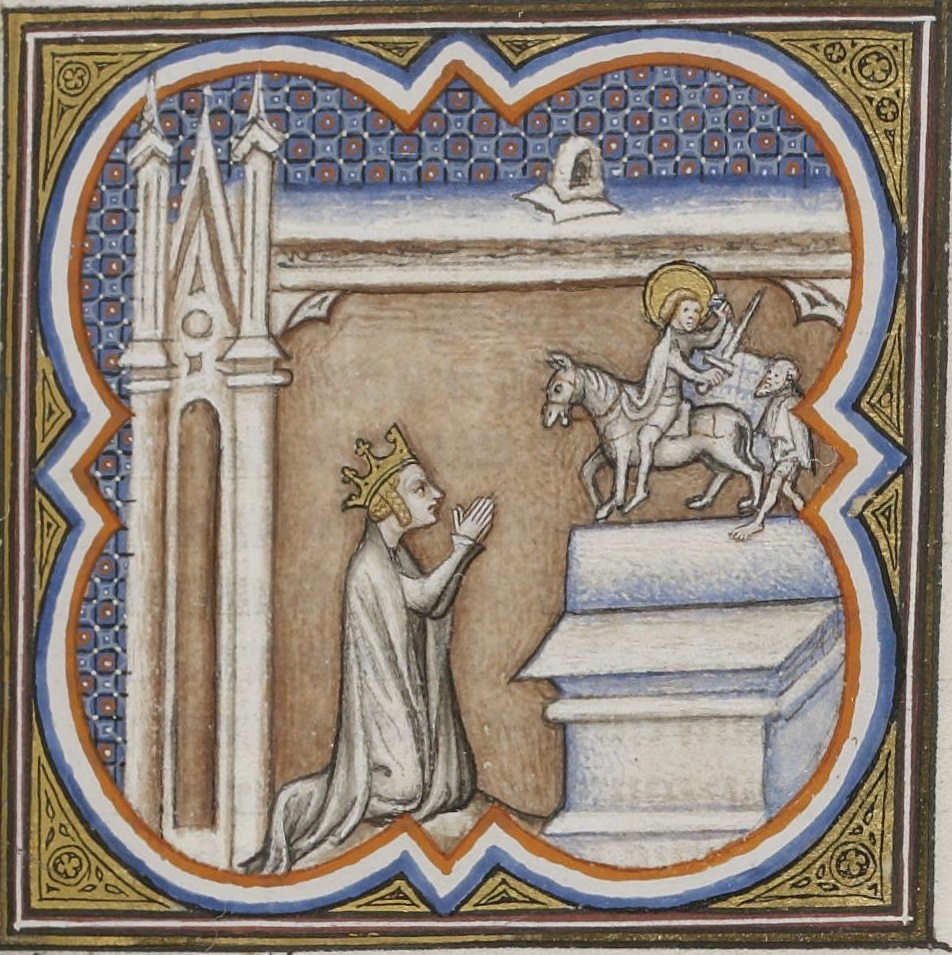
Святая Клотильда за молитвой

История о страшной смерти Агриппины — скорее всего легенда, возникшая позже, так как в Лионе недавно была найдена эпитафия, посвящённая некоей бургундской королеве, которая умерла в 506 году. Вполне возможно, что речь идёт о матери Клотильды.
Бракосочетание Хлодвига I и Клотильды состоялось в 492 году. Григорий Турский описывает сватовство Хлодвига следующим образом:
«…так как Хлодвиг часто посылал посольства в Бургундию, то его послы однажды увидели девушку Хродехильду. Найдя её красивой и умной и узнав, что она королевского рода, они сообщили об этом королю Хлодвигу. Тот немедленно направил послов к Гундобаду с просьбой отдать её ему в жены. Так как Гундобад побоялся отказать Хлодвигу, он передал её послам. Те приняли её и быстро доставили королю. Увидев её, король очень обрадовался и женился на ней. Но у него уже был сын, по имени Теодорих, от наложницы». (Книга 2, глава 28).
Свадьба состоялась, скорее всего, в Суассоне.
Клотильда вместе со святым Ремигием уговорила Хлодвига I принять ортодоксальное вероисповедание.
Клотильда Бургундская овдовела в 511 году. Сама она умерла между 544 и 548 годами.
Клотильда почитается святой в православных и католических церквях. Считается, что она покровительствует невестам, приёмным детям, родителям, изгнанникам и вдовам.
Дети
- Ингомер (493; умер во младенчестве)
- Хлодомер (495—524), король Орлеана
- Хильдеберт I (497—558), король Парижа
- Хлотарь I (около 500—561), король Суассона
- Клотильда (Хлодехильда) (около 502—531), жена короля вестготов Амалариха
- Тихильда

## В культуре
Клотильда изображена на картине Лоуренса Альма-Тадемы «Воспитание детей Хлодвига» (1861).